# 阿雷西奧·盧奇亞尼
阿雷西奧·盧奇亞尼（義大利語：Alessio Luciani；1990年1月16日—）是一位意大利足球運動員。在場上的位置是後衛。他現在效力於意大利職業足球聯賽球隊阿雷素。